# Мери Там
Мери Там (енгл. Mary Tamm; Бредфорд, 22. март 1950 — Лондон, 26. јул 2012) била је британска глумица. Тамова је најпознатија по улози Романе I у научно-фантастичној серији Доктор Ху.
Мери Там је преминула од рака 26. јула 2012. године. Њен супруг Мартин Рингроуз преминуо је од срчаног удара само неколико сати након њене сахране.